# 氯化亚铥
氯化亚铥是一种无机化合物，化学式为TmCl2。

## 制备
氯化亚铥可由氯化铥和金属铥共热得到：
2 TmCl3 + Tm → 3 TmCl2

## 化学性质
氯化亚铥和水激烈反应，放出氢气并沉淀出铥(III)的氢氧化物，但刚接触水时能看到形成的淡红色的溶液，但很快褪色。